# صخر فلسي

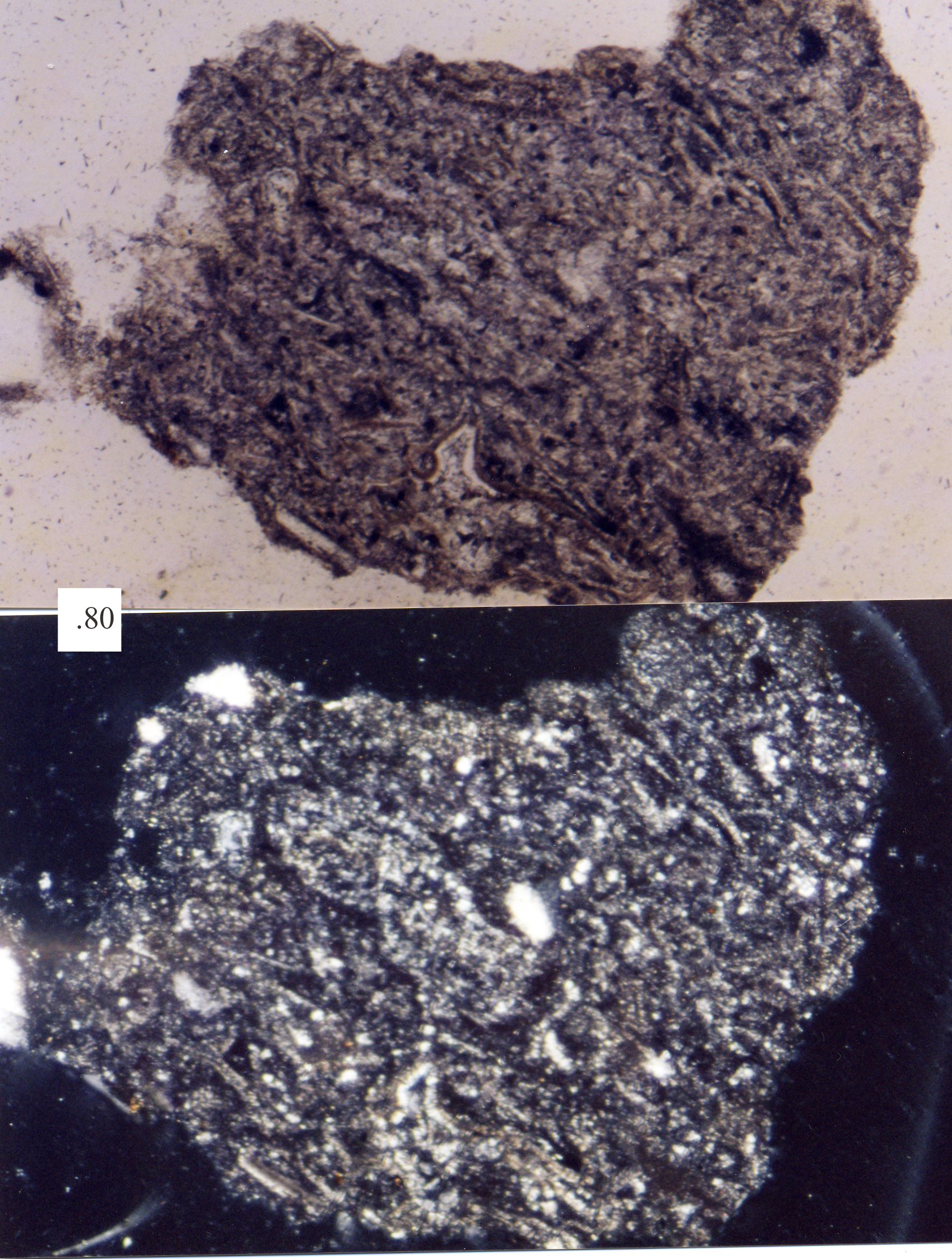

الصخر الفلسي (بالإنجليزية: Felsic rock)‏، هو صخر ناري غنيّ بعناصر الفلسبار والكوارتز. وعلى عكس الصخور المافية فأنه يحتوي على نسبة قليلة من المغنسيوم والحديد. ويعتبر الجرانيت أكثر الأمثلة انتشاراً. وتسود الصخور الفلسية القشرة القارية.